# Nueva Cádiz
Nueva Cádiz és un assentament arqueològic i antiga ciutat portuària de l'illa de Cubagua, a prop de la costa de Veneçuela. Va ser establert el 1500 com a poblament temporal per la pesca de perles i el 1515 va esdevenir una ciutat permanent. Fou un dels primers poblaments d'Amèrica. El poblament es va anomenar Nueva Cádiz quan va ser incorporat com a ciutat el 1528.

## Història
El 1502, una ranxeria va ser establerta a Cubagua, ocupada al llarg de 3 o 4 mesos cada any durant la fira de mercat. L'illa era d'interès pels seus rics llits d'ostres de perles. Finalment, el poblament esdevingué permanent i, el 1520, després de la gran revolta índia, la seva població resident va superar les 300 persones. El 12 de setembre de 1528 per un decret reial emès per Carles V, Nueva Cádiz va ser convertida en ciutat. Fou la primera ciutat espanyola dins Amèrica del Sud.

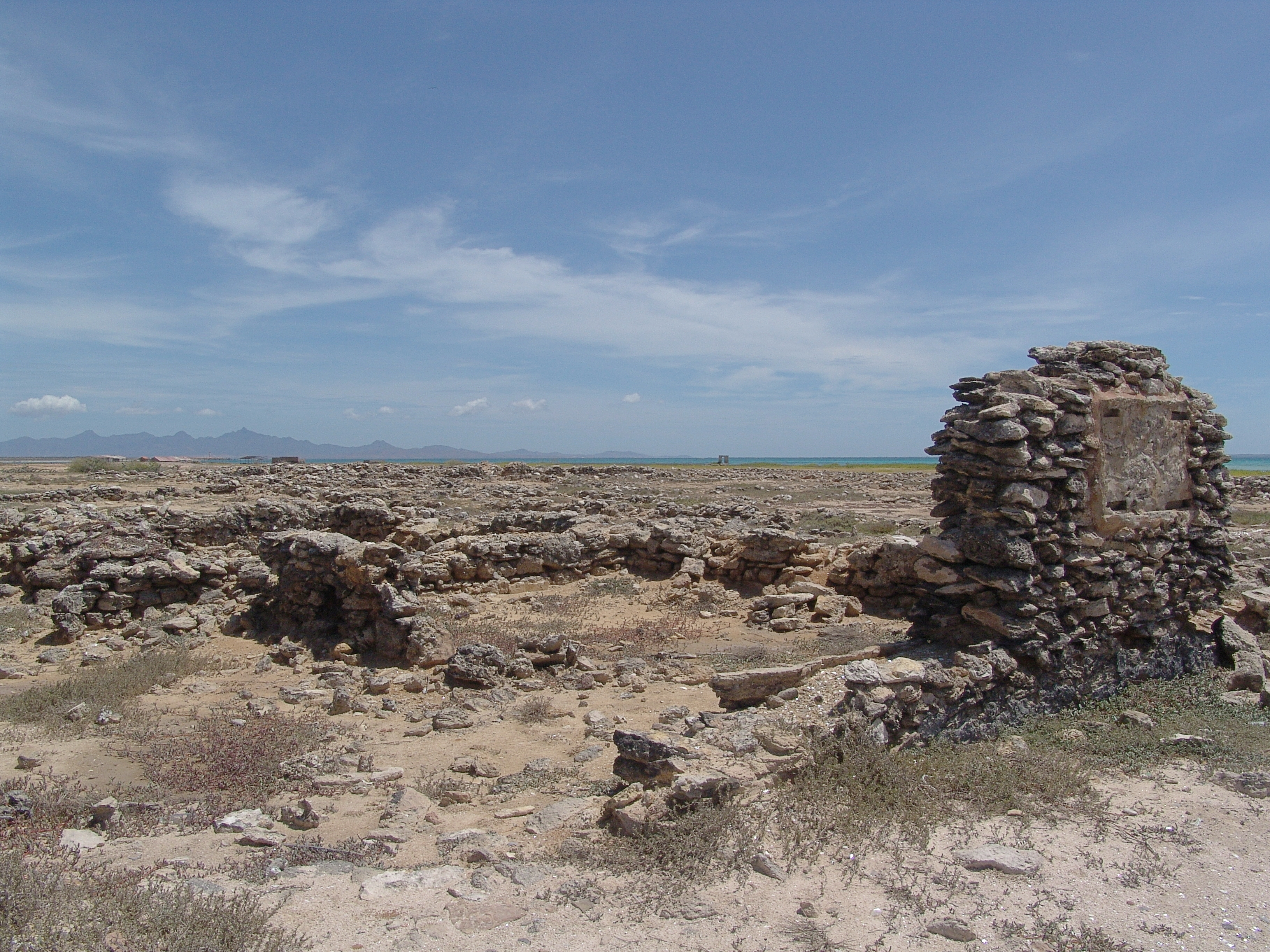
Ruïnes de Nueva Cádiz

L'any 1530 tenia una població de 223 europeus i 700 nadius. El 1535, va arribar a tenir una població de 1500 persones. Però l'esgotament dels llits d'ostres de perles es va fer cada vegada més agut, fent que els espanyols limitessin la producció de perles. El descobriment de nous llits d'ostres de perles a la península de Guajira, va provocar un declivi de Nueva Cádiz. El 1539 hi havia menys de 50 persones a Cubagua. Un huracà va destruir els edificis restants el 1541 i la colònia fou completament abandonada el 1543.
Les ruïnes, les quals són en part submergides sota el mar, van ser declarades Monument Nacional de Veneçuela el 1979. En els 1950s i 1960s l'àrea va ser examinada per Josep Maria Cruxent qui va publicar treballs com Nueva Cádiz, testimonio de piedra (1955) i Cubagua y el poblamiento oriental de Venezuela en los comienzos (1961). El Museu de Nueva Cádiz a La Asunción conté relíquies desenterrades en aquest lloc.
El 2015, el director venezolà Jorge Thielen Armand va fer el documental «Flor de la Mar» sobre les ruïnes de Nueva Cádiz a Cubagua.